# Roland Corporation
Roland Corporation, opgericht op 18 april 1972 in Osaka door Ikutaro Kakehashi, is een Japanse fabrikant van elektronische muziekinstrumenten en aanverwante apparatuur en software. De naam Roland is (in tegenstelling tot wat algemeen wordt aangenomen) niet vernoemd naar het Franse gedicht La Chanson de Roland.
Het Europees service- en verdeelcentrum is gevestigd te Geel.

## Apparatuur

### Drumcomputers

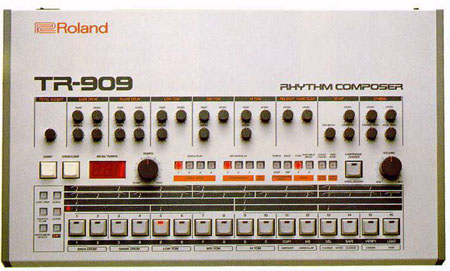
Roland TR-909

Roland is vooral bekend om de klassieke TR-909- en TR-808-drumcomputers, en de TB-303-bassynthesizer, die van grote invloed zijn geweest op de housemuziek. De TB-303 is samen met de TR-909 en de TR-606 de definitie van het genre acid house, maar werd gedurende de jaren 90 ook veel gebruikt in andere stijlen van muziek. Twee bekende voorbeelden van een TB-303 zijn de nummers Smack My Bitch Up van de Engelse band The Prodigy en Da Funk van het Franse duo Daft Punk. De TR-808 is invloedrijk geweest in de vroege hiphopscene en de latere electro en staat bekend om zijn lage en lange basdrum, scherpe snaredrum en elektronische cowbell. De TR-909 is nog steeds de meest gebruikte drumcomputer in de dansmuziek en is volop te horen in nieuwe producties.
Alle drie de apparaten hebben vanwege hun initieel slechte ontvangst maar een gelimiteerde productie gekend. Dit heeft ervoor gezorgd dat de ze een absolute cultstatus hebben verworven en daarmee verzamelobjecten zijn geworden.

### Synthesizers
Roland was (samen met Moog en Sequential Circuits) belangrijk in de ontwikkeling van de synthesizer en heeft vanaf de jaren 1970 een groot aantal synthesizer-modellen uitgebracht (zie het navigatie-sjabloon onderaan dit artikel). Roland concurreert op dit gebied vooral met de Japanse bedrijven Korg en Yamaha en o.a. ook met Oberheim uit de Verenigde Staten.
Roland is sinds de jaren 80 van de vorige eeuw ook actief in de markt van geluidskaartmodules voor personal computer-doeleinden. De meeste producten werden in de jaren 90 van de vorige eeuw tot begin van deze eeuw onder de Roland Sound Canvas-productlijn uitgebracht.
In 2001 kwam Roland met de Fantom, een serie (semi-)professionele workstations bedoeld voor compositie.
De Boutique-serie synthesizers werd eind 2015 geïntroduceerd, en zijn digitale imitaties van Rolands oorspronkelijke synthesizers. Voorbeelden hiervan zijn de JP-08, JX-03, en JU-06. Dit zijn hercreaties van respectievelijk de Jupiter-8, JX-3P, en de Juno-106. In 2016 en 2017 is de serie uitgebreid met drumcomputers en andere synthesizers.

## Merknamen
Roland produceert producten onder een aantal verschillende merknamen, elk gericht op een specifieke doelgroep.
- Het hoofdmerk Roland wordt gebruikt voor een brede reeks producten, zoals synthesizers, digitale piano's, elektronische drums, DJ gear, gitaar synthesizers, versterkers en opname-apparatuur.
- BOSS is een merk dat vooral is gericht op apparatuur voor gitaristen en wordt gebruikt voor gitaarpedalen, effectapparatuur, ritme en begeleidings machines en mobiele opname-apparatuur.
- Edirol was een lijn van professionele videobewerkingssystemen, evenals mobiele opname-apparatuur. Edirol had ook Desktop Media producten zoals pc audio-interfaces, mixers en luidsprekers. De Edirol lijn is inmiddels hernoemd naar Cakewalk.[5]
- Roland Professional A/V is een lijn van professionele commerciële audio- en videoproducten.
- Rodgers was opgericht in 1958 als fabrikant van orgels en is momenteel een onderdeel van Roland. Ze produceren elektronische orgels en pijporgels.
- Cakewalk is een langetermijnpartner van Roland. In januari 2008 kondigde Roland aan om een groot aandeel in het bedrijf te willen aankopen.

## Producten (selectie)

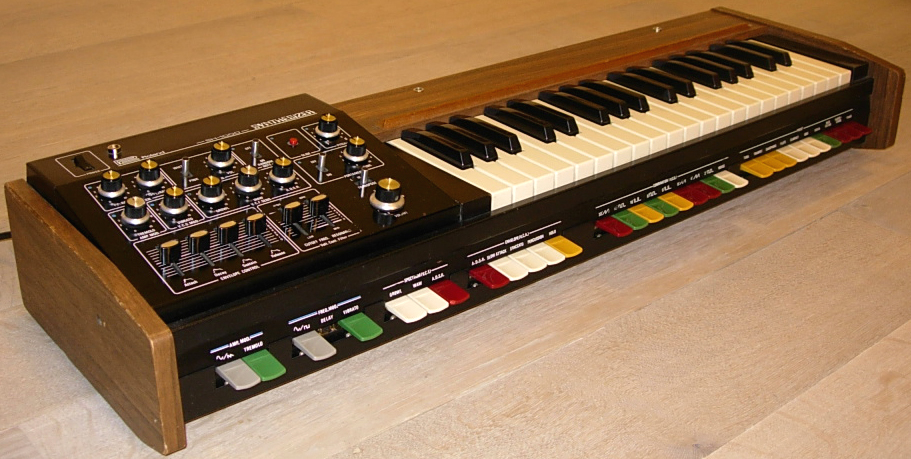
SH-1000 (1973)

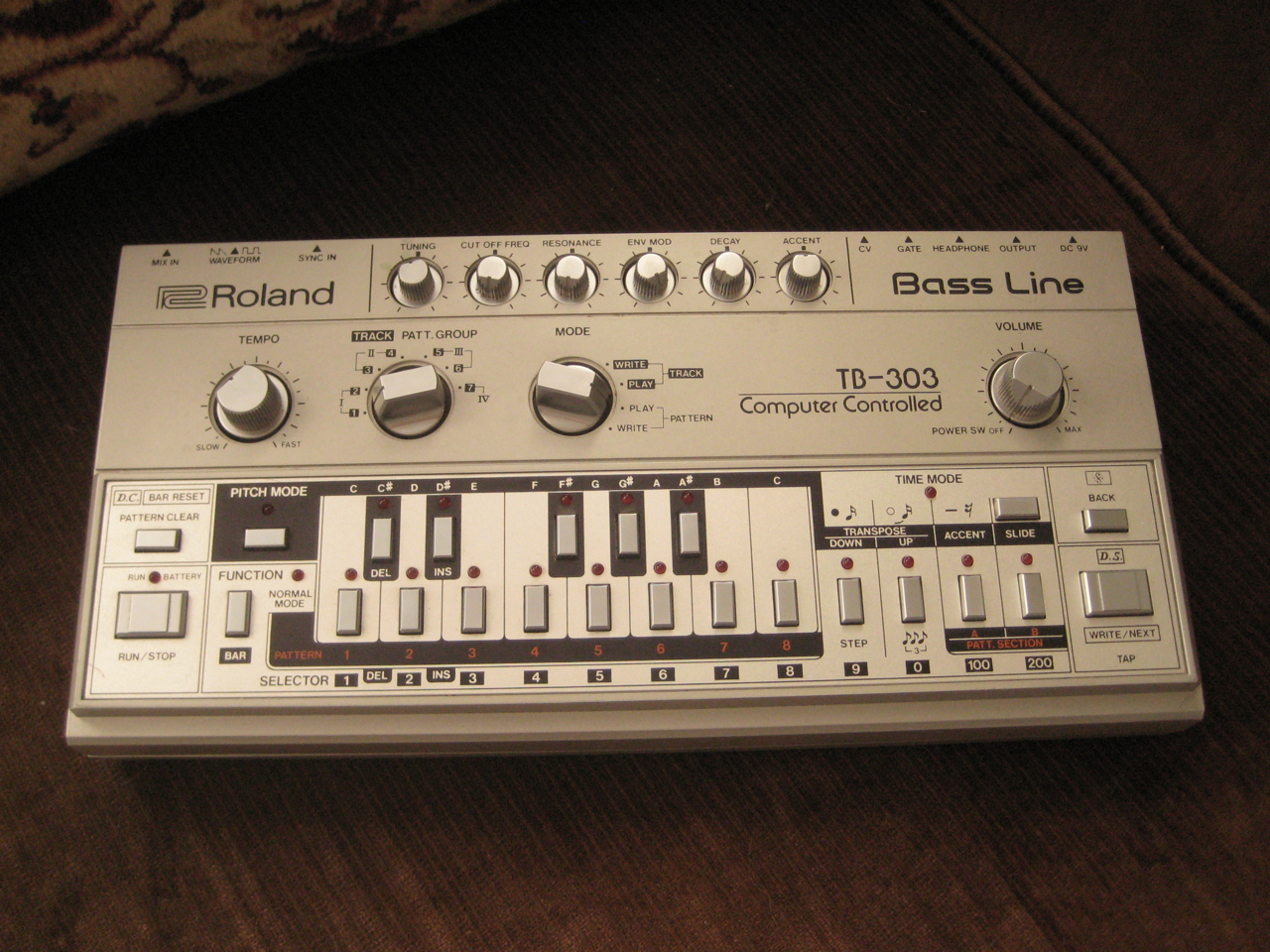
TB-303 (1980)

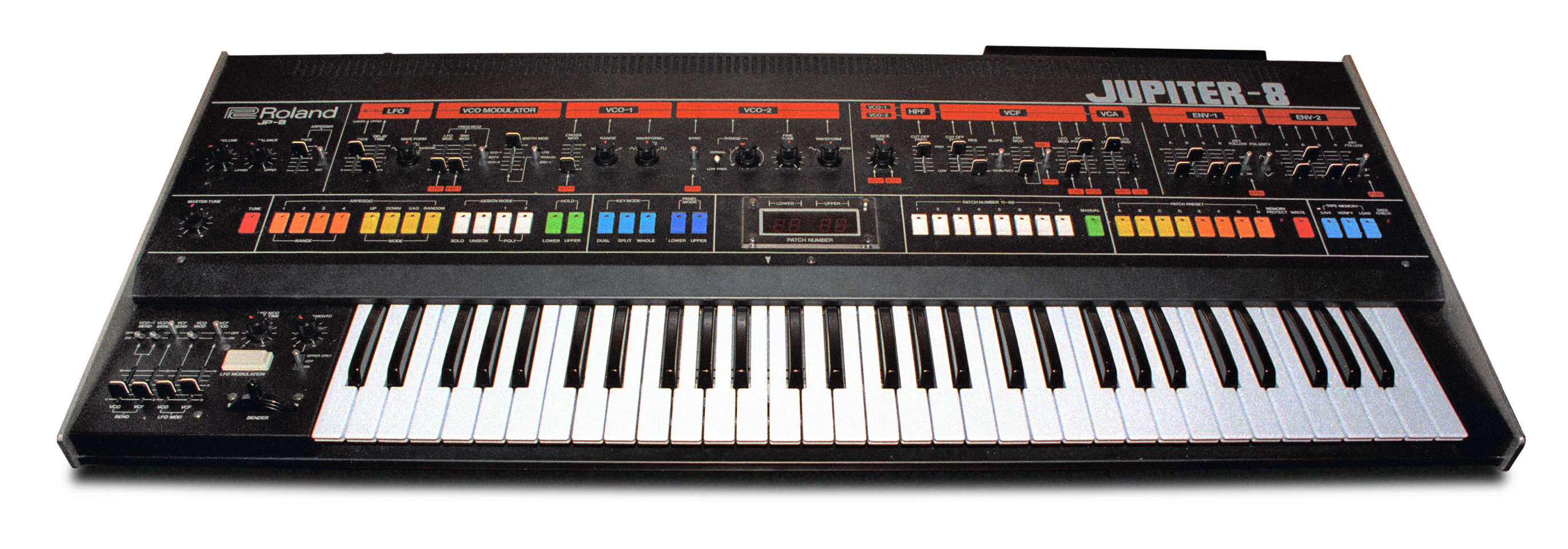
Jupiter-8 (1980)

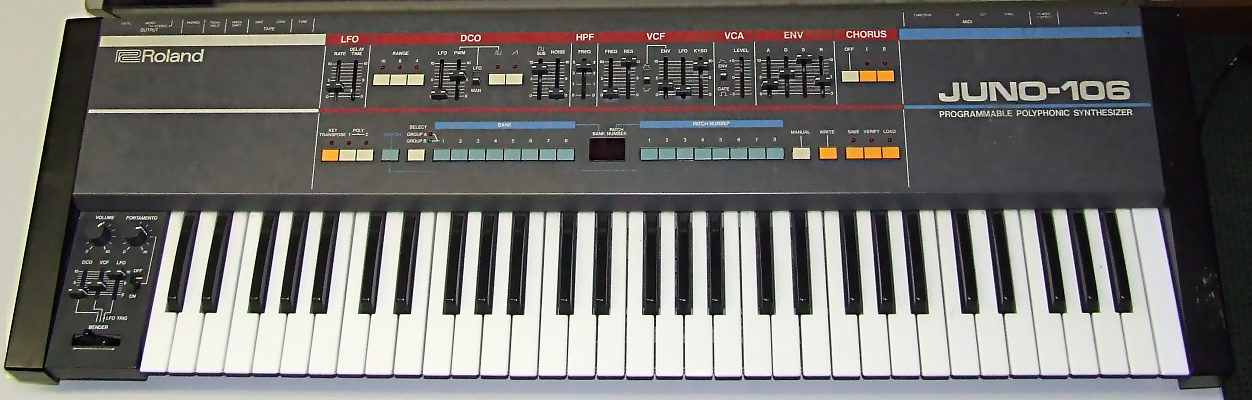
Juno-106 (1984)

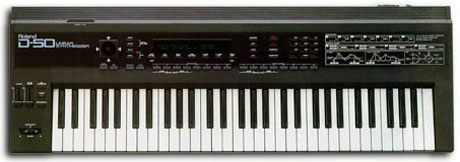
D-50 (1987)

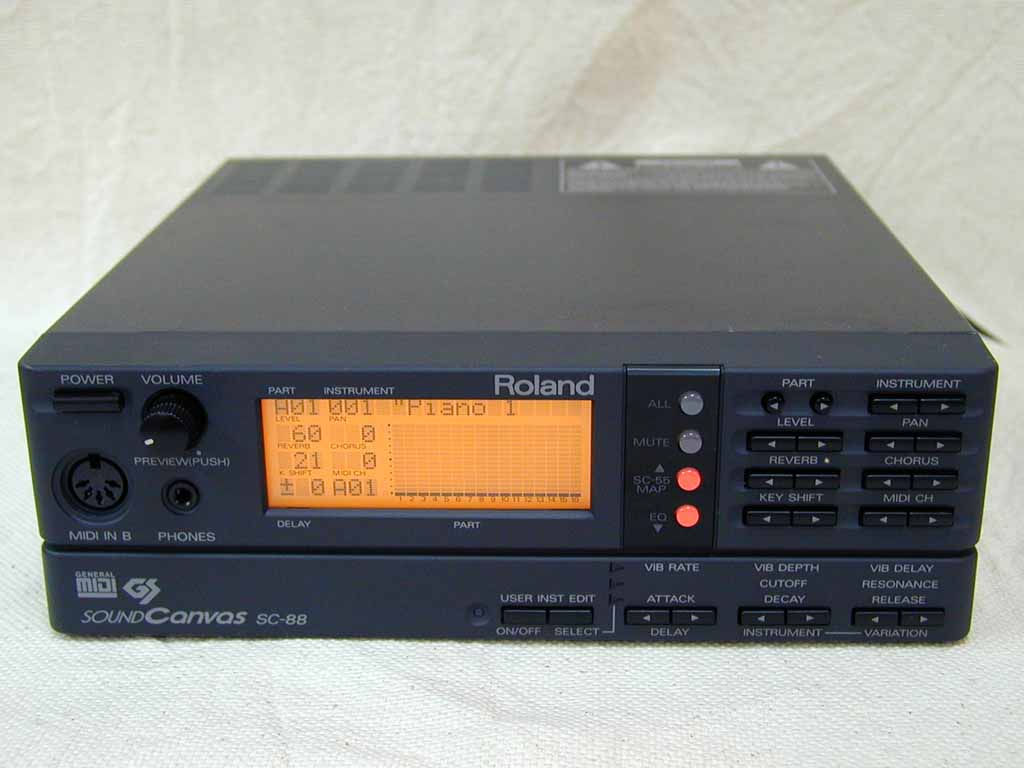
SC-88 (1994)

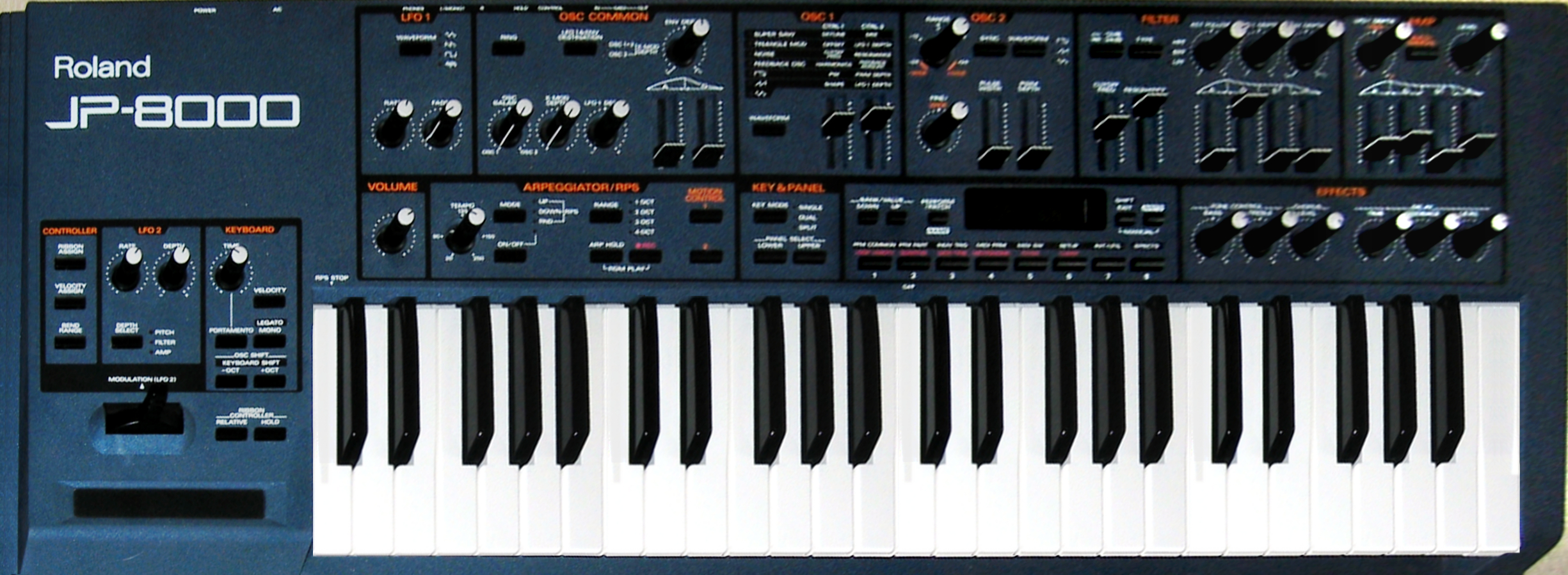
JP-8000 (1996)

| Model              | Type                                        | Jaar      |
| ------------------ | ------------------------------------------- | --------- |
| SH-1000            | Analoge synthesizer                         | 1973      |
| JC-serie           | Gitaarversterker                            | 1975      |
| System-700         | Modulaire analoge synthesizer               | 1976      |
| GR-500             | Gitaarsynthesizer                           | 1977      |
| Roland Bolt        | Gitaarversterker met buizeneindtrap         | 1980      |
| TB-303             | Bas-synthesizer                             | 1980-1981 |
| Jupiter-8          | Achtstemmig polyfone synthesizer            | 1980-1981 |
| MC-4               | Sequencer                                   | 1980-1981 |
| Juno-6             | Synthesizer                                 | 1982      |
| Juno-60            | Synthesizer                                 | 1983      |
| SDE-3000           | Een van de eerste digitale delay-processors | 1983      |
| Juno-106           | Synthesizer                                 | 1984      |
| RD-1000            | Digitale piano                              | 1986      |
| D-50               | Digitale synthesizer                        | 1987      |
| W-30               | Eerste music workstation                    | 1989      |
| HP-3700            | Digitale piano                              | 1990      |
| RSS Sound Space    | Audio-effect                                | 1990      |
| SC-55 Sound Canvas | GM/GS-module                                | 1991      |
| JD-800             | Digitale synthesizer                        | 1991      |
| VG-8               | Gitaar multi-effect                         | 1995      |
| VS-880             | Harddisk-recorder                           | 1996      |
| XP-80              | Music workstation                           | 1996      |
| JP-8000/JP-8080    | Virtueel Analoge Synthesizer                | 1996      |
| SC-8850            | Sound Canvas + USB                          | 1999      |
| MC-909             | Groovebox                                   | 2002      |
| TD-serie           | V-drums                                     | 2004      |
| SH-201             | Analoge modellering synthesizer             | 2006      |
| Fantom G           | Music workstation                           | 2008      |
| Jupiter-80         | Synthesizer                                 | 2011      |
| INTEGRA-7          | Geluidsmodule                               | 2012      |
| Aira-reeks         | Modulaire instrumenten                      | 2014      |
| Boutique-reeks     | Modulaire instrumenten                      | 2015      |
| JD-XA/JD-Xi        | Analog/digital crossover synthesizer        | 2015      |
| Roland Cloud       | Abonnementsdienst met virtuele instrumenten | 2018      |